# 유기량
유기량(柳冀亮, 1871년 ~ ?)은 대한제국과 일제강점기의 관료이다. 본관은 진주이다.

## 생애
한문을 수학한 뒤 1900년에 경무청 순검이 되면서 대한제국 말기에 경찰계에서 근무했다. 1905년에는 경무청 경무관에 올랐다.
1908년부터 탁지부 재무서의 재무관으로 근무하면서 관계로 이동했다. 품계는 정3품이었고, 임지는 전주재무감독국 소속인 전라남도 나주군의 나주재무서였다.
한일 병합 조약이 체결된 이듬해인 1911년에 조선총독부 군수로 발탁되었다. 전라남도 창평군과 무안군, 해남군 군수를 차례로 역임했다. 무안군수 재직 시에는 전라남도 지방토지조사위원회 임시위원을 겸임하기도 했다.
창평군수이던 1912년에 한국병합기념장을 수여받았고, 무안군수로 재직 중이던 1916년을 기준으로 종7위에 서위되어 있었다. 1916년에 무안군수에서 해남군수로 전임했다가, 이듬해 퇴관하였다.
민족문제연구소가 2008년에 공개한 민족문제연구소의 친일인명사전 수록예정자 명단 중 관료 부문에 포함되었다.

## 참고자료
- 유기량(柳冀亮) - 국사편찬위원회